# Dynamenella taurus
Dynamenella taurus là một loài chân đều trong họ Sphaeromatidae. Loài này được Barnard miêu tả khoa học năm 1940.